# 國立臺灣美術館
24°08′29″N 120°39′50″E / 24.1413393°N 120.6637502°E
國立臺灣美術館（簡稱國美館）是中華民國唯一的國家級美術館，總樓地板面積有49,604平方公尺，為全國最大的公共美術館。位於臺灣臺中市西區。1988年開館時為「臺灣省立美術館」，隸屬於臺灣省政府，1999年實行精省後，改隸行政院文化建設委員會（今中華民國文化部），並改為現名。

## 歷史

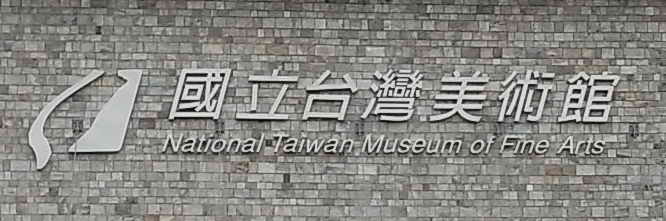
國立臺灣美術館門口標誌

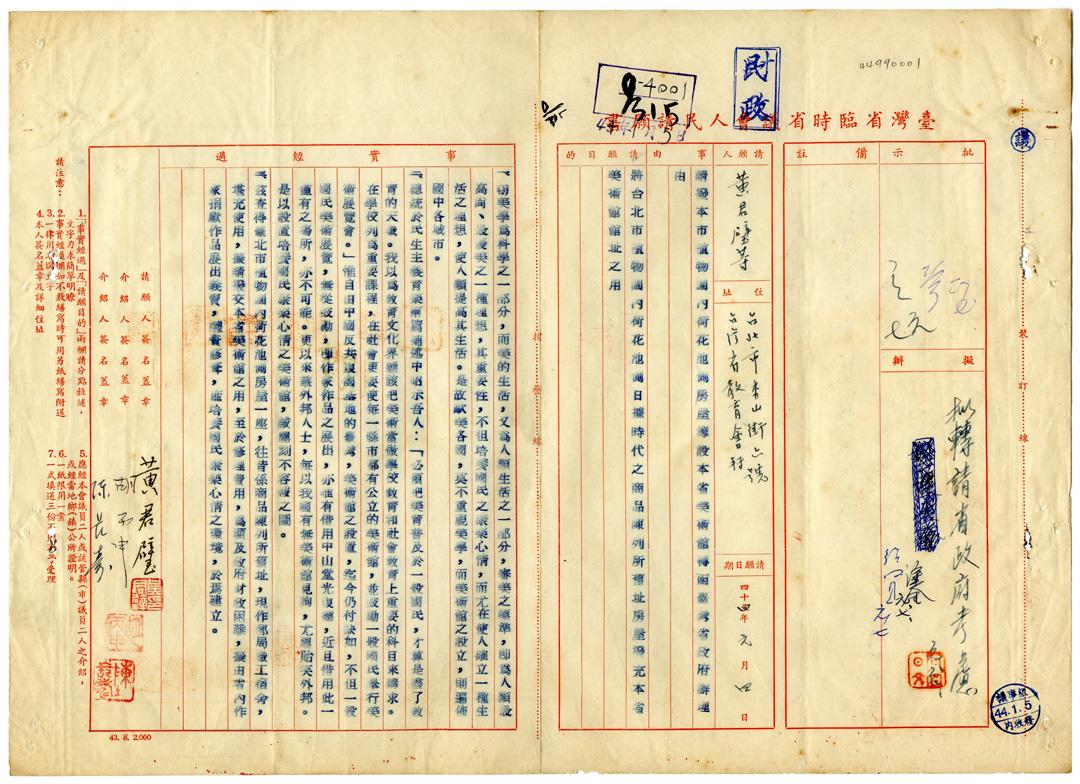
黃君璧、廖繼春、林玉山、陳慧坤、楊三郎、郭雪湖、李石樵、李梅樹等向臺灣省臨時省議會請願，建議就臺北市植物園荷花池側房屋籌設臺灣省美術館。

- 黃君璧、廖繼春、林玉山、陳慧坤、楊三郎、郭雪湖、李石樵、李梅樹等向臺灣省臨時省議會請願，建議就臺北市植物園荷花池側房屋籌設臺灣省美術館。1955年1月4日，黃君璧、廖繼春、林玉山、陳慧坤、楊三郎、郭雪湖、李石樵、李梅樹等向臺灣省臨時省議會請願，建議就臺北市植物園荷花池側房屋籌設臺灣省美術館。
- 1980年2月8日，臺灣省政府在臺灣省主席林洋港主持的會議中決議規劃籌建一座美術館，臺中市政府提供第六號公園預定地無償撥用，10月14日臺灣省政府教育廳開始公告競圖。
- 1981年5月6日，由漢寶德主持評審會議，結果由太嶽建築師事務所（郭基一）取得設計權，建築工程則由臺灣省政府住宅及都市發展局辦理。
- 1986年12月11日，「臺灣省立美術館」正式成立，原籌備處主任劉欓河派任為首任館長。
- 1988年6月26日竣工，臺灣省主席邱創煥與臺灣省政府教育廳廳長陳倬民主持開館啟用。
- 1989年7月22日，開始負責接辦臺灣省全省美展（第44屆－第53屆）。
- 1998年8月，因館舍即將整建，舉行閉館儀式，採用爆破藝術家蔡國強設計的「不破不立」引爆展[4] [5]。
- 1999年7月凍省後，改隸行政院文化建設委員會（今中華民國文化部）改名為「國立臺灣美術館」，成為中華民國唯一的國立美術館。9月21日九二一大地震使國美館主建築受損而封館。
- 2000年，開始負責接辦威尼斯建築雙年展臺灣館（位於威尼斯總督府普里奇歐尼宮）展覽。
- 2001年8月，由張哲夫建築師事務所結合台灣餘弦建築師事務所（楊家凱與陳宇進）與陳柏昇建築師事務所負責重新設計規劃與監造場館。[6]
- 2004年7月3日，重新開館。「國立臺灣美術館典藏庫擴建工程」開始規劃、設計、監造案的發包（2007年動工，2008年停工，2015年12月完工啟用[7]）。
- 2006年，開始負責接辦中華民國國際版畫雙年展、臺灣國際紀錄片雙年展。承辦最後一屆臺灣省展。
- 2008年，臺灣省展轉型，承辦第一屆臺灣美術雙年展。
- 2010年，延續台灣省展精神與全國美展整併，承辦第一屆全國美術展。
- 2012年5月21日，國立新竹生活美學館、國立彰化生活美學館、國立臺南生活美學館、國立臺東生活美學館，改隸國立臺灣美術館。
- 2013年3月25日，文化部於國立臺灣美術館成立「藝術銀行」（2014年4月藝術銀行總部遷至西區自由路），相關事項由國美館執行[8][9]。10月，國立臺灣美術館典藏庫擴建工程重新施工[10]。
- 2014年1月，「國立臺灣美術館典藏庫與周邊設施銜接工程」繼續動工，8月驗收完成[11]。
- 2015年，文化部推動〈國家攝影資產搶救及建置攝影文化中心計畫〉，由文化部文化資產局、國立臺灣博物館與國立臺灣美術館共同參與執行，原大阪商船株式會社台北支店由文資局修復，藝術層面由國立台灣美術館執行，修復完空間則國立臺灣博物規劃未來成立的國家攝影博物館使用。[12]
- 2018年9月，時任文化部部長鄭麗君赴美國加州與順天美術館董事長許照信正式簽署捐贈意向書，將順天美術館館藏畫作（共652件）與全數無償贈予國立台灣美術館典藏[13]，許董事長說這是為了完成父親（順天堂藥廠創辦人許鴻源）遺願與夢想。[14]10月，文化部與臺中市政府簽署台中州廳園區合作意向書，計劃臺中州廰修復後，連同舊市議會與周邊區域由國立台灣美術館接管計畫成立「國立台灣美術館臺中州廳園區」。[15]
- 2019年1月7日，原國立臺灣博物館執行部分業務移撥至國立臺灣美術館，由國美館成立「國家攝影博物館籌備小組」。[16]8月，順天美術館館藏全數運達國立台灣美術館，裡頭包括李梅樹、廖繼春、洪瑞麟、陳澄波、楊三郎、郭雪湖、林之助、顏水龍、李石樵、劉其偉、陳進、張萬傳、李澤藩、薛保瑕等臺灣近代重要畫家的作品，使台灣的藝術史更加完整，[17]原計畫未來將放在國立臺灣美術館台中州廳園區展出。[18]10月2日，國家攝影博物館館銜名稱定案為「國家攝影文化中心」。
- 2020年2月，新任臺中市長盧秀燕取消原市府與文化部的臺中州廳計畫，文化部開始另覓台灣藝術史專屬展場及檔案中心。[19][20]
- 2021年4月20日，國家攝影文化中心正式成立，臺中辦公室設於國美館內、臺北館設在原大阪商船株式會社臺北支店。
- 2025年5月17日，位於本館三樓的藝術圖書中心（原資料中心）整修完成重新開幕。

|  |

## 歷任館長
| 任別                | 姓名                | 就職時間            | 卸任時間            | 備註                                                                         |                     |                     |                     |                     |                     |                     |                     |
| 臺灣省立美術館 館長 | 臺灣省立美術館 館長 | 臺灣省立美術館 館長 | 臺灣省立美術館 館長 | 臺灣省立美術館 館長                                                          | 臺灣省立美術館 館長 | 臺灣省立美術館 館長 | 臺灣省立美術館 館長 | 臺灣省立美術館 館長 | 臺灣省立美術館 館長 | 臺灣省立美術館 館長 | 臺灣省立美術館 館長 |
| ------------------- | ------------------- | ------------------- | ------------------- | ---------------------------------------------------------------------------- | ------------------- | ------------------- | ------------------- | ------------------- | ------------------- | ------------------- | ------------------- |
| 1                   | 劉欓河              | 1988年6月26日       | 1996年1月15日       | 原省美館籌備處主任，屆齡退休，改由省教育廳專門委員黃國漢代理                 |                     |                     |                     |                     |                     |                     |                     |
| 2                   | 倪再沁              | 1997年8月30日       | 1999年6月30日       | 畫家，原靜宜大學中文系，任內改隸中央政府                                     |                     |                     |                     |                     |                     |                     |                     |
| 國立台灣美術館 館長 |                     |                     |                     |                                                                              |                     |                     |                     |                     |                     |                     |                     |
| 2                   | 倪再沁              | 1999年7月1日        | 2000年10月30日      | 因故離職、後任佛光大學藝術學研究所，改由文建會專門委員李戊崑代理             |                     |                     |                     |                     |                     |                     |                     |
| 3                   | 李戊崑              | 2001年8月2日        | 2004年11月7日       | 當代藝術家，先代理後真除，後調回文建會本部，改由副館長蕭銘祥代理             |                     |                     |                     |                     |                     |                     |                     |
| 4                   | 林正儀              | 2005年7月19日       | 2006年7月16日       | 原文建會主任秘書，後任國立臺灣工藝研究所所長。2016年任臺北故宮院長           |                     |                     |                     |                     |                     |                     |                     |
| 5                   | 薛保瑕              | 2006年7月17日       | 2009年7月31日       | 當代畫家，原國立臺南藝術大學教務長，回任學校，改由張仁吉代理                 |                     |                     |                     |                     |                     |                     |                     |
| 6                   | 黃才郎              | 2009年9月4日        | 2015年7月1日        | 畫家，曾任臺北市立美術館、高雄市立美術館館長，屆齡退休                       |                     |                     |                     |                     |                     |                     |                     |
| 7                   | 蕭宗煌              | 2015年7月2日        | 2018年8月6日        | 原文化部主任秘書，後升任文化部政務次長，改由陳昭榮代理。2023年任臺北故宮院長 |                     |                     |                     |                     |                     |                     |                     |
| 8                   | 林志明              | 2018年10月26日      | 2020年10月26日      | 原國立臺北教育大學藝術與造形設計學系教授，借調期滿歸建，改由梁晉誌代理       |                     |                     |                     |                     |                     |                     |                     |
| 9                   | 梁永斐              | 2020年11月2日       | 2022年7月1日        | 原國立國父紀念館館長，2022年2月兼任史博館館長，後專任國立歷史博物館館長      |                     |                     |                     |                     |                     |                     |                     |
| 10                  | 廖仁義              | 2022年7月1日        | 2023年6月30日       | 原國立臺北藝術大學博物館研究所教授，歸建學校、屆齡退休                       |                     |                     |                     |                     |                     |                     |                     |
| 11                  | 陳貺怡              | 2023年7月1日        | 現任                | 原國立臺灣藝術大學兼美術學院院長                                             |                     |                     |                     |                     |                     |                     |                     |

## 組織
- 館長
  - 副館長
    - 主任秘書

| 業務單位 - 展覽組 - 典藏管理組 - 教育推廣組 - 研究發展組 - 圖書資料組 輔助單位 - 秘書室 - 人事室 - 主計室 - 政風室 其他組織 - 國家攝影文化中心 | - 國立新竹生活美學館 - 國立彰化生活美學館 - 國立臺南生活美學館 - 國立臺東生活美學館 |

## 園區設施
|  |

美術館
美術館為地下二層、地上三層，呈東、西向長條型之建築體，佔地面積約有10公頃（含園區雕塑公園）。展覽空間包含水牛廳、美術街、時光天井、101~U108展覽室、201~205展覽室、301~302展覽室、漂浮島城-VR藝廊、E亭等。內有資料中心、演講廳、藝能空間、兒童繪本區、台灣兒童藝術基地、教保中心以及古典玫瑰園、春水堂、美術館精品店等空間。
重要館藏
國寶
- 林玉山〈蓮池〉：文化部列冊國寶，膠彩畫。
- 黃土水〈甘露水〉：文化部列冊國寶，2022年典藏，大理石雕塑。
- 黃土水〈水牛群像〉：翻製品，原作為文化部列冊國寶，正品典藏於臺北市中山堂。青銅鑄造，位於館內一樓大廳。

重要古物
- 陳澄波〈淡水風景〉：文化部列冊重要古物，油畫。
- 陳澄波〈嘉義遊園地〉：文化部列冊重要古物，油畫。
- 林之助〈朝涼〉：文化部列冊重要古物，膠彩畫。

園區
美術館園區展示共48件雕塑、50件碑文。雕塑散佈於美術館周圍，碑文則聚集在美術館東側英才門外的「碑林廣場」，專門蒐集臺灣先賢已故書壇元老及台灣當代書壇耆宿之手澤墨蹟、書法精品，再以現代吹沙技術精工鐫刻，呈顯原有墨韻風貌，集各家真蹟於一處，益增碑林之美感。

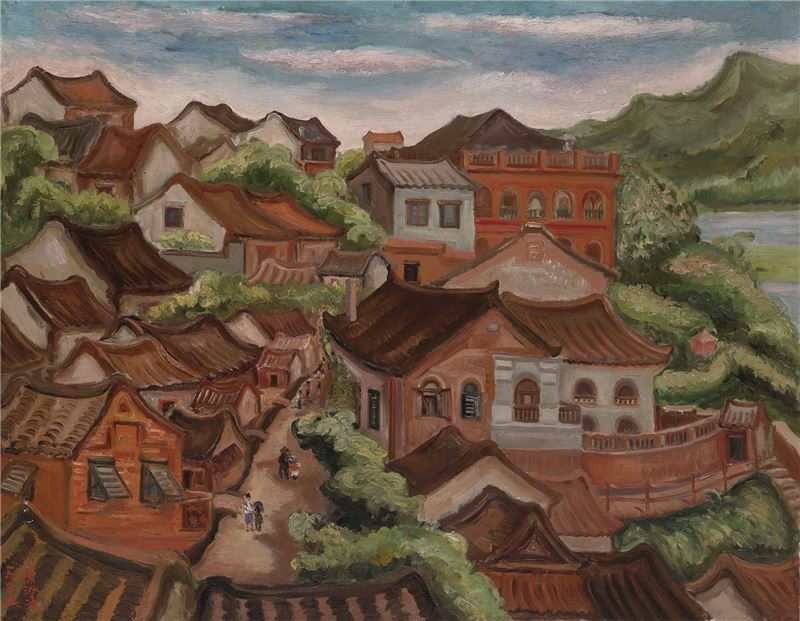
國美館收藏的重要古物 陳澄波畫作〈淡水風景〉
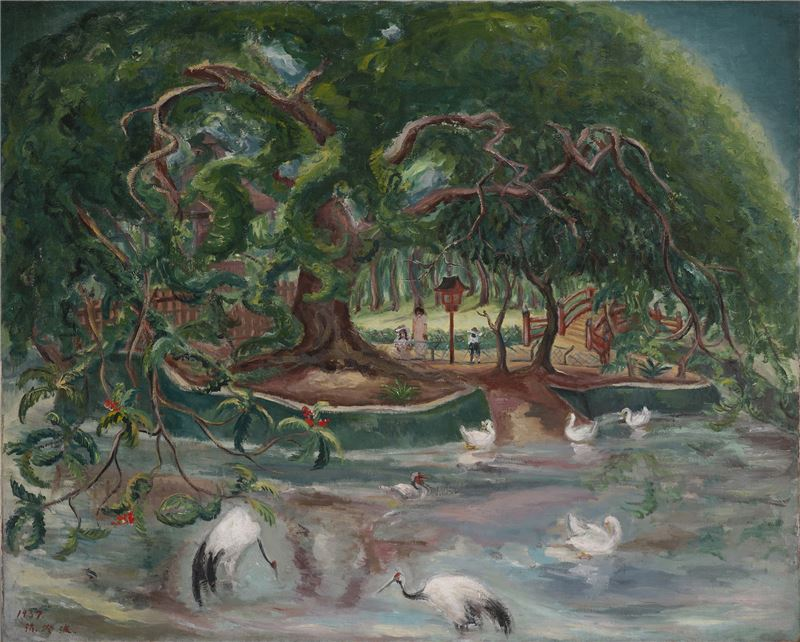
國美館收藏的重要古物 陳澄波畫作〈嘉義遊園地〉
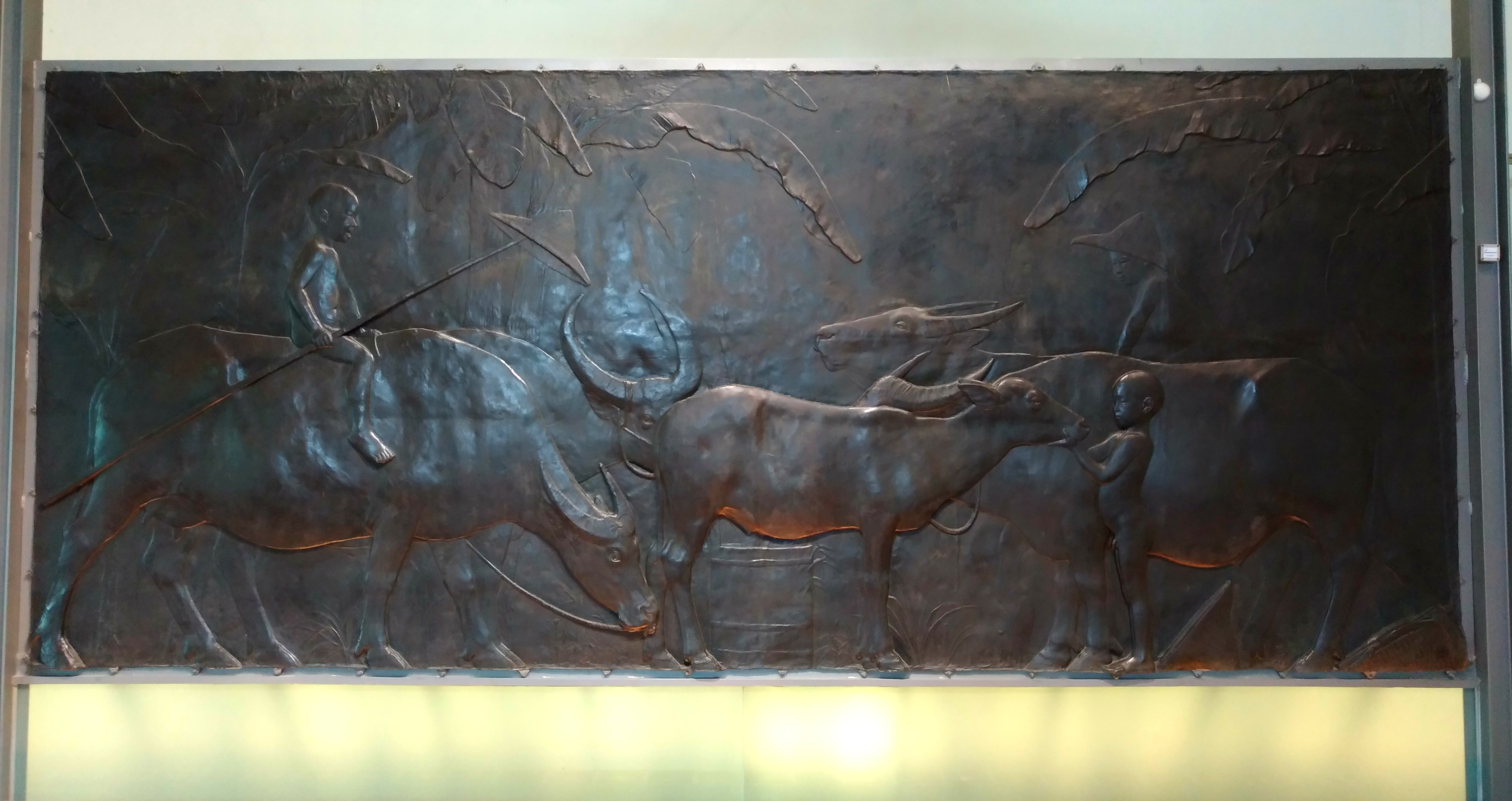
位於國立台灣美術館的黃土水〈水牛群像〉複製品
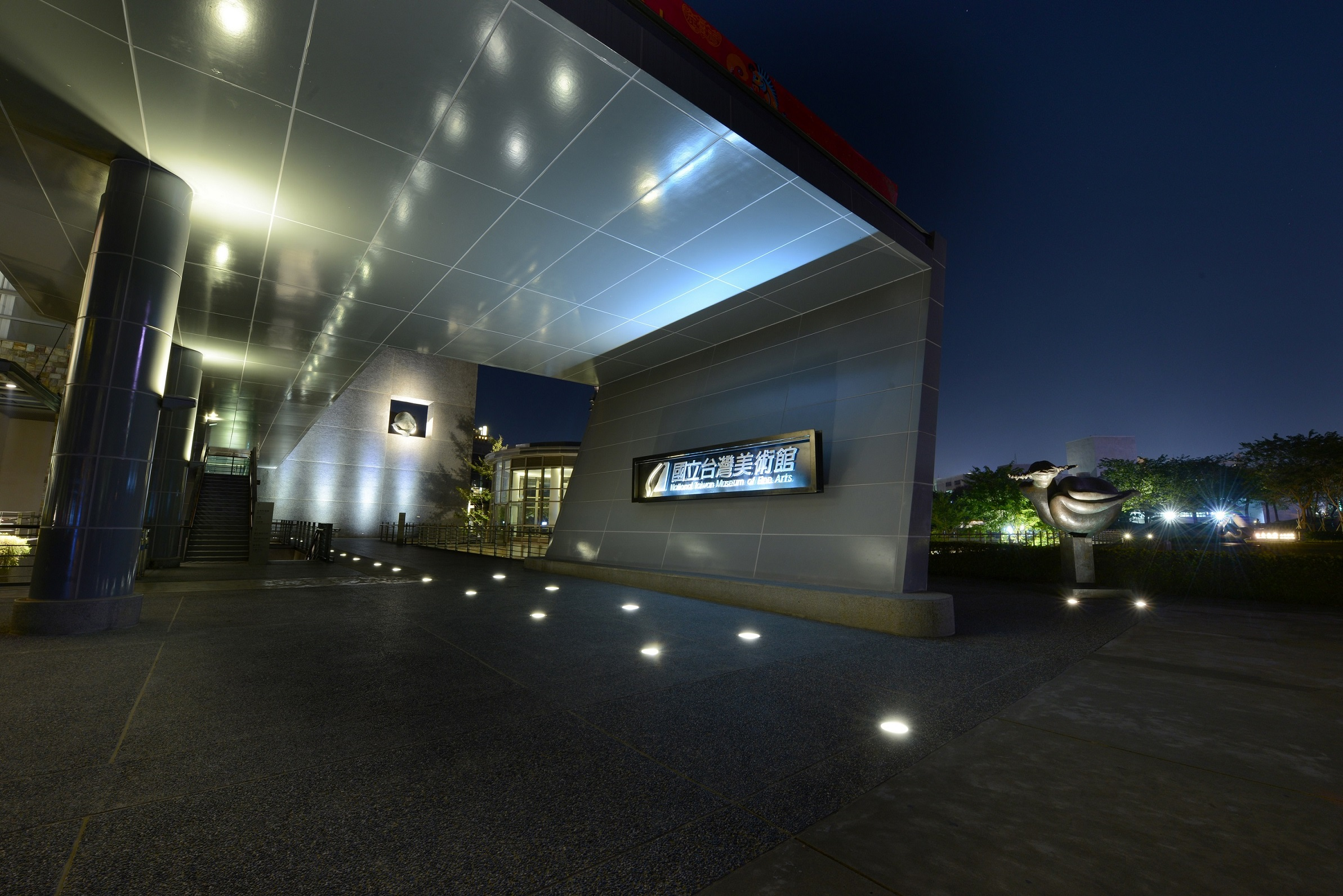
大門入口夜景
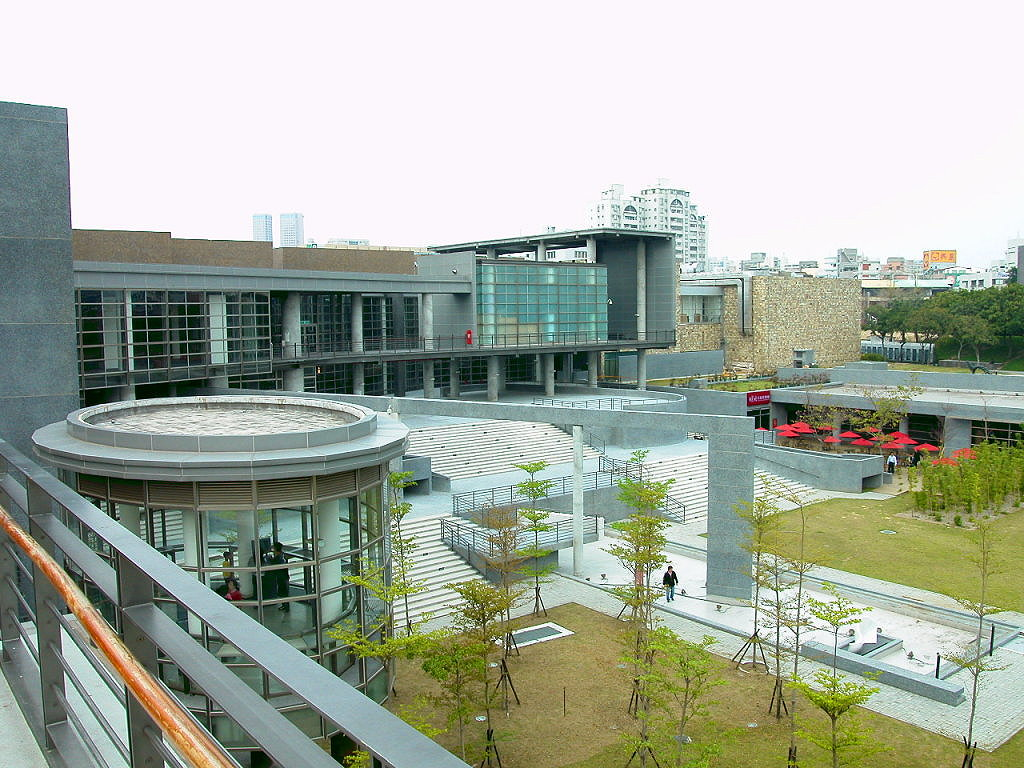
下凹庭園
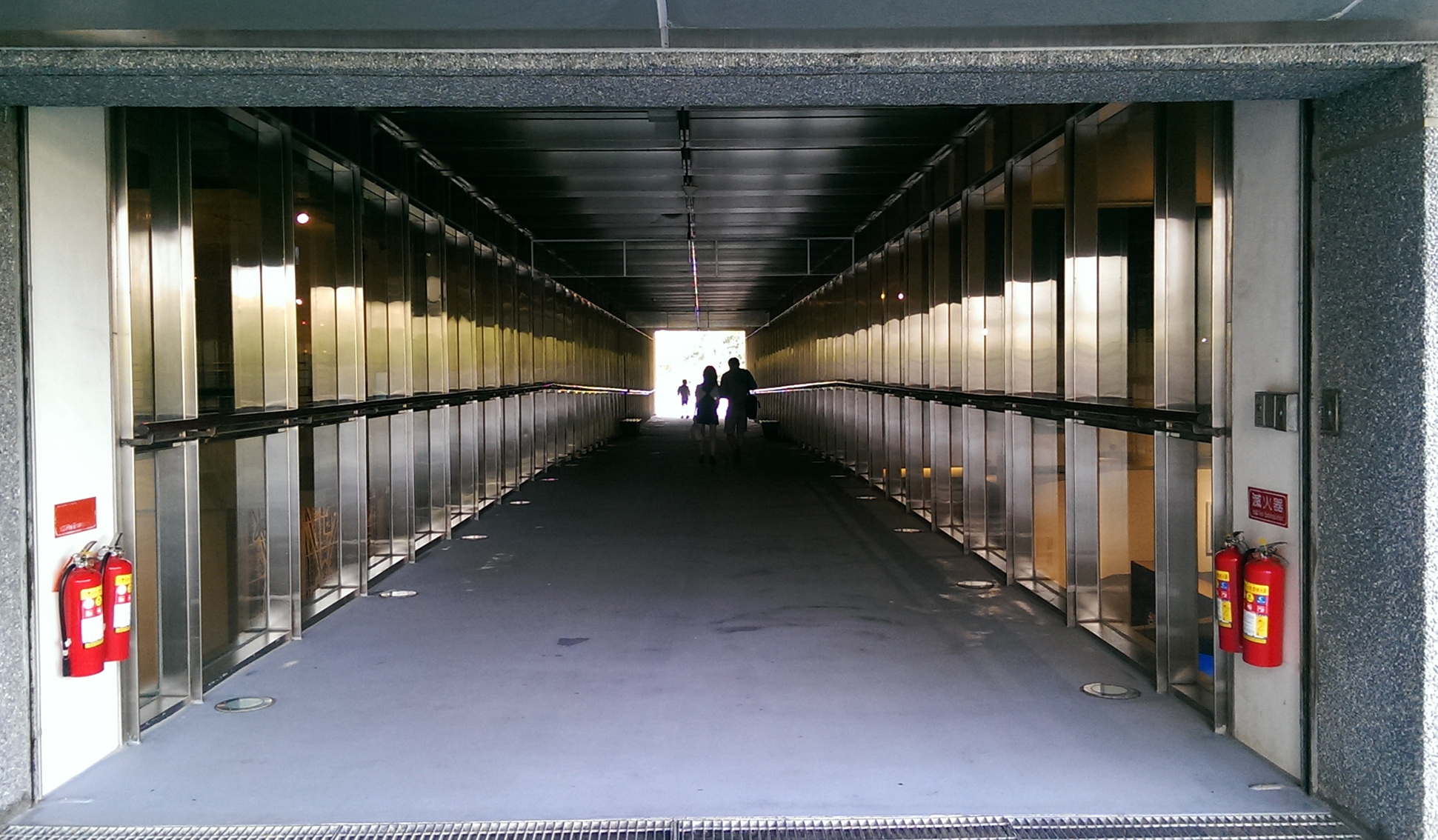
空中走廊
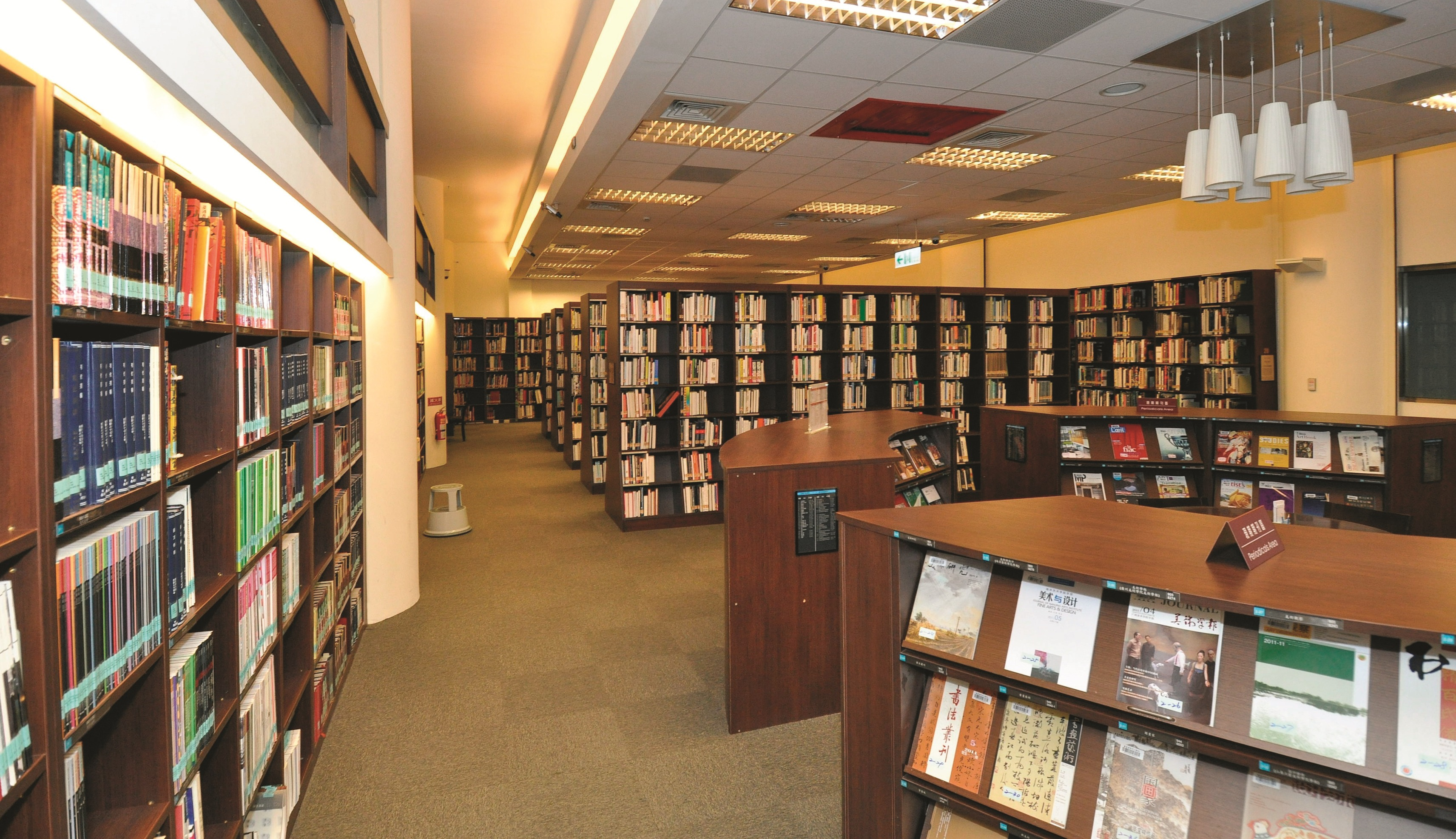
資料中心
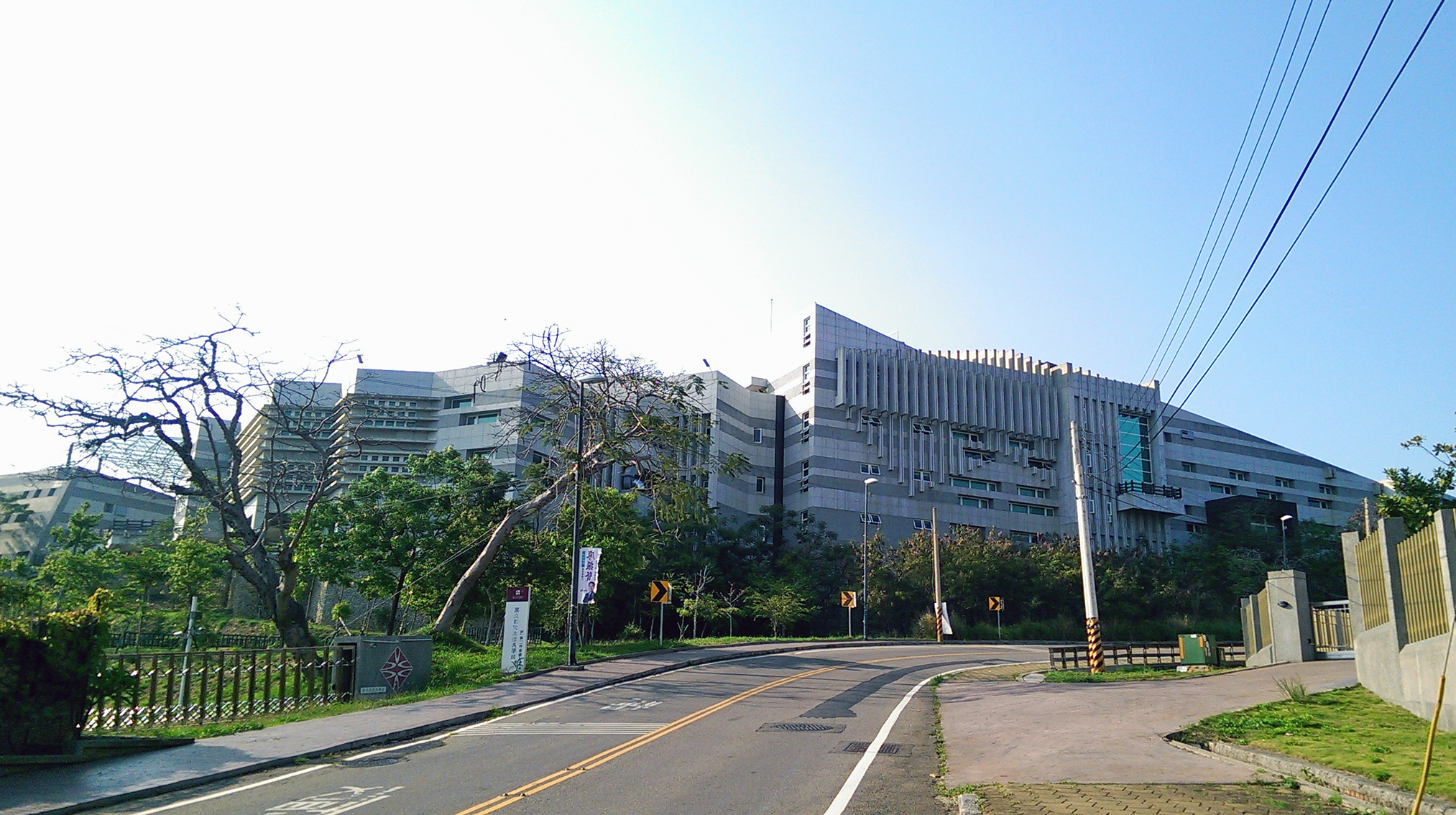
位於彰化市八卦山的國立彰化生活美學館
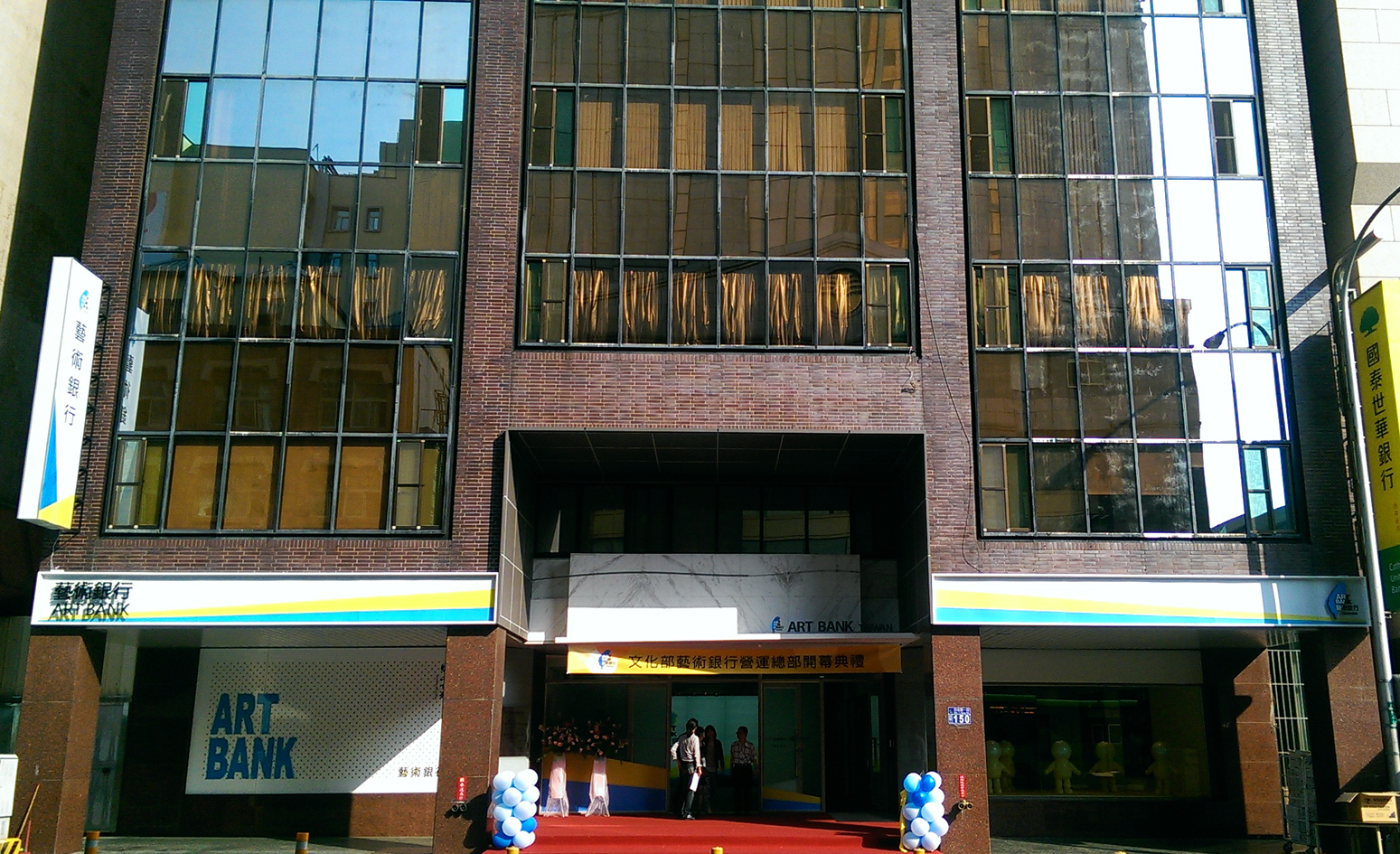
位於臺中市西區的藝術銀行

## 交通
臺中市公車
- 公車資訊更新時間為2017年10月14日。

站牌名稱：美術館（五權西路）
- 仁友客運：19
- 統聯客運：56、75
- 台中客運：71
- 豐榮客運：89
- 捷順交通：A1

站牌名稱：美術館（美村路）
- 台中客運：11
- 全航客運：11
- 豐原客運：11
- 統聯客運：23

站牌名稱：大墩文化中心（英才路）
- 全航客運：5
- 豐原客運：51

站牌名稱：大墩文化中心（五權路）
- 台中客運：11、71
- 全航客運：11
- 豐原客運：11
- 仁友客運：19、30
- 豐榮客運：40
- 統聯客運：56、75

臺中市公共自行車租賃系統
- YouBike 1.0系統：國立臺灣美術館、大墩文化中心
- YouBike 2.0系統：國立臺灣美術館(五權西路)

台中捷運
- 崇德豐原線國美館站(路網規劃中)

## 週邊景點
- 臺中市大墩文化中心
- 柳川土庫之心
- 審計新村文創聚落
- 美術園道
- 經國園道
- 國立臺中教育大學
- 范特喜微創文化中興街文創聚落
- 勤美誠品綠園道
- 廣三崇光百貨
- 國立自然科學博物館及植物園

## 其他公立美術館
- 臺北市立美術館
- 高雄市立美術館
- 新北市立美術館
- 臺中市立美術館（興建中）
- 桃園市立美術館（興建中）
- 臺南市美術館
- 彰化縣立美術館
- 嘉義市立美術館
- 臺東美術館
- 屏東美術館
- 台灣博物館列表

## 姐妹美術館
- 法國敦克爾克現代美術館（1988年6月27日締結）
- 哥斯大黎加國立美術館（1989年4月8日締結）
- 韓國光州市立美術館（2007年12月25日締結）

## 外部連結
- 國立臺灣美術館官網（页面存档备份，存于）
- Taiwan Museum of Fine Arts website[]
- 國立臺灣美術館的Facebook專頁
- YouTube上的國立臺灣美術館頻道
- 國立臺灣美術館的Instagram帳戶